# Žepčei csata
A žepčei csata a Bosznia-Hercegovinai Köztársaság hadserege (ARBiH) és a Horvát Védelmi Tanács (HVO) csatája volt 1993. június 24-én Žepčében, Bosznia-Hercegovinában. A 319. bosnyák hegyidandár, amely a városban tartózkodott, a horvát erőktől körülvéve találta magát, míg az ARBiH többi dandárja a város körüli magaslatokat foglalta el. Az ARBiH megtámadta Žepčét, melyet a HVO 111. Žepčei dandárja és Andrija Tadić zászlóalja védett. A Žepčéért folytatott, hat napon át tartó harc után a bosnyák parancsnok, Galib Dervišević június 30-án beleegyezett a 305. és 319. dandár megadásába, amely után a dandárok megszűntek. Az elfogott bosnyák katonák száma körülbelül 5000 volt.

## A szembenálló erők
Galib Dervišić, a bosnyák „Zöldsapkás” különleges egység egyik parancsnoka 1993. június 20-án írásbeli támadási parancsot adott az ABiH 319. dandárjának. Az ARBiH főparancsnoksága, a támadó erőkhöz rendelte az ARBiH Žepčén, Begovo Hanban és a Željezno poljén állomásozó két századát, valamint a Travniki dandár 1. zászlóaljával megerősített 7. muszlim dandárt. A 7. muszlim dandár egyébként, amely a háború után Alija Izetbegović döntése alapján a „dicsőséges” és a „vitéz” előnevet kapta, 1992 decemberében alakult, és a nemzetközi közvélemény számára azért vált ismertté, mert dzsihadista egységeket is magában foglalt.
A támadás a terv szerint 1993. június 24-én reggel 9 órakor kezdődött. Az ARBiH 319. dandárja azt a parancsot kapta, hogy támadja meg az „usztasa erőket”, és „égesse fel mindazt, ami usztasa és a támadás irányába esik, gyerekeket és nőket a vitlaci táborba vigye fogságba, a férfiakat pedig ölje meg”. A parancs azt is tartalmazta, hogy „ölj meg mindent, ami mozog”, valamint azt az utasítást, hogy amint a csapatok behatolnak a városba, kezdjék meg a „város megtisztítását”, a nőket és gyerekeket pedig „zárják be a Žepčei Gimnáziumba és a Žepčei Általános Iskolába”, majd „ahogy elfoglalták az usztasák által fenntartott kórházat, mind öljék meg az usztasákat és tartsák ellenőrzés alatt az egészségügyi személyzet munkáját.” A parancs 3. pontja így szólt: „A városban tartózkodó erők a vallási ünnepen a templomban összegyűlt embereket kihasználva, 1993. június 24-én reggel 8 óráig a korábban kiadott terv szerint foglalják el az erődített épületeket, és öljenek meg mindenkit. Az usztasa parancsnokság összes prominens tagjának és a város vezetőinek ártalmatlanná tételéhez használjanak mesterlövészeket.” E parancs alapján a parancsnokokat arra utasították, hogy részletesen dolgozzák ki az akciótervet, és 1993. június 22-én 20:00 óráig, ahogy kidolgozták a részleteket, vigyék Dervišić elé jóváhagyásra.
Horvát részről a várost a HVO Žepče 111. xp dandárja és az Ante Bruno Bušić ezred Andrija Tadić vezette Žepčei zászlóalja védte.

## A csata lefolyása
Június 23-án este a boszniai mudzsahedek Željezni Poljéből kiindulva megtámadták a horvátok lakta Golubinja falut. Június 24-én az ARBiH megtámadta Žepče városát. Reggel 5 muszlim dandár részei, mintegy 12 500 emberrel, Kakanj és Zenica irányából két oszlopban közelítették meg a várost. Megindították a főtámadást Željezni Poljétől északra, és hamarosan körülvették Žepčét. Elfoglalták a Žepčétől nyugatra, délre és keletre emelkedő hegyeket. A bosnyákok ellenőrizték a Boszna folyó déli partját is. Az erről a területről származó horvátok a következő napokban horvátországi területekre menekültek. A támadás napját céltudatosan választották ki, mert a bosznia-hercegovinai hadsereg számításai szerint a horvátok a keresztények nagy ünnepe, Keresztelő János ünnepe alkalmából szentmisén lesznek, és így egy erőteljes támadásban átveszik az irányítást a város felett.
9 óra 15 perc körül az ARBiH tüzérsége és aknavetői tüzet nyitottak a városra. A Zöldsapkások muzulmán alakulata körülvette a HVO katonai rendőrségének a Balkán Hotelben levő főhadiszállását. A HVO azonban visszaverte az ARBiH támadásait. A HVO június 25-én megadásra szólította fel az ARBiH parancsnokát, Galib Dervišićet, aki ezt megtagadta. Június 26-án felerősödött a város bombázása, de ennek ellenére a HVO lassan átvette az irányítást a város felett. A nap vége felé a bosnyákok lőszerei elfogytak. Június 30-ára a HVO visszaverte a Boszna folyó nyugati partjának nagy részéről az ARBiH támadóinak nagy részét, és elfoglalta Žepče nyugati részét. Június 30-án Dervišić beleegyezett, hogy megadja magát, és beleegyezett abba, hogy 17 órakor a városban tartózkodó erőinek nagy része is megadja magát. Az ARBIH 319. és 305. dandárja még aznap este megadta magát, amivel a csata véget ért.

## Következmények
Az ARBiH erőkkel folytatott 5 napos harc után Žepče egyik kiemelkedő védelmezője, Mirko Jakovljević lett a város védelmének parancsnoka, aki önkéntesként Horvátországban és Bosznia-Hercegovinában, a JNA és más szerb erők ellen harcolva széleskörű háborús tapasztalatokat szerzett. A csatákban többször megsebesült. 1994. január 8-án halt meg egy spliti kórházban közlekedési baleset következtében. A konfliktus után a Žepa környékét teljesen körülvették a szerb és bosnyák erők. Ennek következménye volt, hogy mindhárom oldal (horvát, szerb és bosnyák) súlyos veszteségeket szenvedett.

## Fordítás
Ez a szócikk részben vagy egészben  a   Bitka za Žepče 24. lipnja 1993. című horvát Wikipédia-szócikk ezen változatának fordításán alapul.  Az eredeti cikk szerkesztőit annak laptörténete sorolja fel. Ez a jelzés csupán a megfogalmazás eredetét és a szerzői jogokat jelzi, nem szolgál a cikkben szereplő információk forrásmegjelöléseként.